# S-18986
S-18986 je ampakinski lek koji je srodan sa ciklotiazidom. On ima nootropne i neuroprotektivne efekte u životinjskim studijama. S-18986 indukuje pojavu BDNF i AMPA posredovanog otpuštanja noradrenalina i acetilholina u hipokampusu i frontalnom korteksu mozga.